# Aegopinella
Aegopinella ist eine Gattung von auf dem Land lebenden Schnecken aus der Familie der Glanzschnecken (Oxychilidae). Die Arten der Gattung sind schwierig zu bestimmen, nur drei rezente Arten lassen sich anhand der Gehäusemorphologie sicher bestimmen. Die anderen Arten können nur anhand des Fundortes und/oder durch Untersuchung des Genitalapparates bestimmt werden.

## Merkmale
Die rechtsgewundenen Gehäuse sind niedrig-kegelig, bei manchen Arten auch mit leicht gerundetem Apex. Sie erreichen einen Durchmesser im Adultstadium von 5 bis 15 mm, bei einer entsprechenden Höhe von 2,7 bis 8 mm. Im Adultstadium besitzen sie 3½ bis 5, mehr oder weniger gut gerundete Windungen, die regelmäßig und mehr oder weniger schnell zunehmen. Die Nähte sind meist flach. Das Endviertel der letzten Windung ist häufig mehr oder weniger stark erweitert und kann auch mehr oder weniger deutlich aus der Windungsachse abfallen. Die Mündung ist rundlich bis abgeflacht elliptisch; sie steht mehr oder weniger schräg zur Windungsachse. Der Mundrand ist gerade und scharf. Der Nabel ist offen und mehr oder weniger weit, oft etwas exzentrisch.
Die Schale ist dünn und durchscheinend, die Basis ist aber oft milchig-weiß. Die Farbe variiert von farblos, gelblichbraun, hellbraun bis rotbraun. Die Embryonalwindungen sind glatt. Die Oberfläche des Teleoconchs besitzt mehr oder weniger deutliche Anwachsstreifen, die bei manchen Arten von Spiralstreifen gekreuzt werden und so ein gitterähnliches Muster bilden.
Alle Arten der Gattung Aegopinella sind Zwitter. Im männlichen Trakt des Geschlechtsapparates tritt der Samenleiter in einen kurzen bis sehr langen Epiphallus ein. Er kann etwas angeschwollen sein oder dünn bleiben. In manchen Arten bildet er eine 180°-Schleife. Der Penis ist unterschiedlich lang und dick, kann auch durch Einschnürungen strukturiert sein. Ein Caecum (Blindsack) fehlt jedoch. In manchen Arten ist die 180°-Schleife gerade noch im Penisbereich. Der Penisretraktormuskel kann am Übergangsbereich Penis/Epiphallus am Scheitel der 180°-Schleife ansetzten oder auch an unterschiedlichen Positionen des Epiphallus. Im weiblichen Trakt des Genitalapparates ist der freie Eileiter ist mehr oder weniger lang, ebenso die Vagina. Die Vagina oder auch der Eileiter ist im oberen Teil von einer perivaginale Drüse umgeben. Der Stiel der Spermathek ist meist sehr kurz und die Blase (Reservoir) sitzt noch am Eileiter oder Eisamenleiter (Spermovidukt). Es ist kein Divertikulum vorhanden.

## Ähnliche Gattungen
Die Arten der Gattung Retinella sind im Habitus sehr ähnlich, jedoch meist größer (bis 32 mm). Im Geschlechtsapparat ist bei den Arten dieser Gattung am Penis ein Flagellum vorhanden. Im weiblichen Trakt ist der Eileiter recht lang und von einer perivaginalen Drüse umgeben. Die Vagina ist praktisch nicht vorhanden. Der Stiel der Spermathek ist recht lang und kommt bei der Albumindrüse zu liegen.

## Geographische Verbreitung, Lebensraum und Lebensweise
Die Arten der Gattung kommen in Europa bis zum Kaukasus und dem Nordiran vor.
Meist mehr oder weniger feuchte Habitate in der Bodenstreu oder Humusschicht von Wäldern, Feldgehölzen, Heckenreihen und auch Wiesen meist auch kalkhaltigem Boden.

## Taxonomie
Das Taxon Aegopinella wurde 1927 von Wassili Adolfowitsch Lindholm aufgestellt. Er bestimmte Helix pura Alder, 1830 zur Typusart. Die Gattung ist zwar allgemein anerkannt, jedoch ist die Zugehörigkeit zu einer bestimmten Familie bis jetzt umstritten. In älteren Publikationen wird sie in die Familie Zonitidae Mörch, 1864 und die Unterfamilie Zinitinae Mörch, 1864 gestellt, dieser Vorstellung folgt auch Francisco Welter-Schultes. Die MolluscaBase führt die Gattung dagegen ohne Nachweis in der Familie Gastrodontidae auf. Schileyko (2003) stellt sie in die Unterfamilie Godwiniinae Cooke, 1921 der Familie Zonitidae. Die Fauna Europaea führt die Gattung zwar ebenfalls in der Unterfamilie Godwiniinae auf, stellt diese Unterfamilie dagegen in die jüngere Familie Oxychilidae Hesse, 1927, entgegen der Priorität. Vollrath Wiese stellt die Gattung Aegopinella Lindhol, 1927 in die Familie Oxychilidae Hesse, 1927, die er nicht in Unterfamilien unterteilt.
- Aegopinella Lindholm, 1927
  - Aegopinella cisalpina A. Riedel, 1983
  - †Aegopinella denudata (Reuss in Reuss & Meyer, 1849), Burdigalium, Miozän
  - †Aegopinella depressula Harzhauser & Neubauer, 2018, Astaracium, Miozän[9]
  - Verkannte Glanzschnecke (Aegopinella epipedostoma (Fagot, 1879))
  - †Aegopinella erecta (Gottschick, 1920), Miozän
  - Aegopinella forcarti A. Riedel, 1983
  - Aegopinella graziadei (Boeckel, 1940)
  - Wärmeliebende Glanzschnecke (Aegopinella minor (Stabile, 1864))
  - Weitmündige Glanzschnecke (Aegopinella nitens (Michaud, 1831))
  - Rötliche Glanzschnecke (Aegopinella nitidula (Draparnaud, 1805))
  - †Aegopinella procellaria (Jooss, 1918), Orleanium, Miozän
  - Kleine Glanzschnecke (Aegopinella pura (Alder, 1830))
  - Gegitterte Glanzschnecke (Aegopinella ressmanni (Westerlund, 1883))
  - †Aegopinella reussi (M. Hörnes, 1856), Pannonium, Miozän
  - †Aegopinella subnitens (Klein, 1853), Miozän
  - †Aegopinella vetusta (Klika, 1891), Burdigalium, Miozän

Nach Adolf Riedel sind quasi nur drei rezente Arten anhand der Gehäusemorphologie sicher zu bestimmen. Die anderen Arten können nur durch den Fundort und/oder durch Untersuchung des Genitalapparates bestimmt werden. Selbst die Untersuchung des Genitalapparates ergibt manchmal keine eindeutigen Resultate, wenn die Geschlechtsorgane noch nicht voll oder anomal entwickelt sind. Hier sind molekularbiologische Untersuchungen abzuwarten.